# Mastigimas colombianus
Mastigimas colombianus (лат.) — вид мелких  листоблошковых рода Mastigimas из семейства Calophyidae. 

## Распространение
Южная Америка: Колумбия.

## Описание
Мелкие полужесткокрылые насекомые (около 5 мм). Внешне похожи на цикадок, задние ноги прыгательные. Самец темно-коричневый или чёрный, с пятнами соломенного цвета на темени медиально и спереди, на переднеспинке посередине, на мезопрескутуме и на мезоскутуме медиально, латерально и каудально. Голова вентрально, наличник, мезоскутеллюм, метаскутум медиально и грудь сбоку по узкой полосе беловатого цвета. Скапус коричневый. Ноги с коричневыми бёдрами у основания, соломенного цвета на вершине, тёмного цвета на бёдрах средних и задних ног; голени и лапки передних и средних ног коричневатые, голени и лапки задних ног желтоватые, вершинные членики лапок более тёмные, чем базальные. Переднее крыло беловатое, прозрачное, жилки коричневые. Заднее крыло беловатое. Самка сверху светло-коричневая, снизу беловатая, почти полностью лишена темно-коричневого или чёрного цвета, за исключением жгутика усиков, нескольких небольших пятен на плевре груди.  Взрослые особи и нимфы питаются, высасывая сок растений из флоэмы. Передние перепончатые крылья в состоянии покоя сложены крышевидно. Антенны 10-члениковые.

## Таксономия и этимология
Вид был впервые описан в 2013 году швейцарским колеоптерологом Даниэлем Буркхардтом (Naturhistorisches Museum, Базель, Швейцария) и его коллегами из Бразилии (Dalva L. Queiroz) и Польши (Jowita Drohojowska). Видовое название происходит от имени места обнаружения.